# 2014—2015年南太平洋熱帶氣旋季
2014－15年南太平洋熱帶氣旋季，泛指在2014年7月至2015年6月內的任何時間，於南太平洋所產生的熱帶氣旋。大部份於南太平洋的熱帶氣旋通常都會於11月至4月期間形成。
本條目的範圍僅侷限於赤道以南，東經160度以東的南太平洋水域。在南太平洋產生的熱帶氣旋是由斐濟和新西蘭命名，而美国聯合颱風警報中心會把在該地區的熱帶低氣壓的編號以P字母作結。
以下各熱帶氣旋資訊以熱帶氣旋存在期間的最強形態為準。

## 熱帶氣旋

### 熱帶氣旋妮可（Niko）
2015年1月19日18:00UTC，斐濟氣象局把一個位於南緯13度，西經152度的低壓區升格為熱帶擾動，並給予編號06F。
1月20日12:30UTC，聯合颱風警報中心對其在24小時內形成為熱帶氣旋的機會直接給予「MEDIUM」的評級。15:30UTC，聯合颱風警報中心對其發佈熱帶氣旋形成警報。12:00UTC，斐濟氣象局將其升格為熱帶低氣壓。18:00UTC，斐濟氣象局將其升格為一級熱帶氣旋，並命名為Niko（妮可）。同時，聯合颱風警報中心將其升格為熱帶風暴，並給予編號07P。
1月22日18:00UTC，斐濟氣象局將其升格為二級熱帶氣旋。
1月23日06:00UTC，斐濟氣象局將其降格為一級熱帶氣旋。18:00UTC，妮可離開斐濟氣象局監控區域，進入新西蘭氣象局監控區域。
1月24日00:00UTC，新西蘭氣象局將其降格為熱帶低氣壓。06:00UTC，聯合颱風警報中心為其發出最後熱帶氣旋報告。
1月25日12:00UTC，新西蘭氣象局認為妮可已轉化為溫帶氣旋，並為其發出最後熱帶氣旋報告。

### 強烈熱帶氣旋奥拉（Ola）
2015年1月29日12:00UTC，熱帶擾動99P越過東經160度線，進入由斐濟氣象局負責的南太平洋海域。當時斐濟氣象局將其定性為熱帶低氣壓，並給予編號09F。
1月30日18:00UTC，聯合颱風警報將其中心升格為熱帶風暴，並給予編號10P。21:00UTC，斐濟氣象局將其升格為一級熱帶氣旋，並命名為Ola（奥拉）。
1月31日12:00UTC，斐濟氣象局將其升格為二級熱帶氣旋。18:00UTC，聯合颱風警報中心將其升格為一級熱帶氣旋。
2月1日06:00UTC，斐濟氣象局將其升格為三級強烈熱帶氣旋。12:00UTC，聯合颱風警報中心將其升格為二級熱帶氣旋。18:00UTC，聯合颱風警報中心將其降格為一級熱帶氣旋。
2月2日06:00UTC，斐濟氣象局將其降格為二級熱帶氣旋。18:00UTC，聯合颱風警報中心將其降格為熱帶風暴。
2月3日00:00UTC，奥拉離開斐濟氣象局監控區域，進入新西蘭氣象局監控區域。06:00UTC，新西蘭氣象局將其降格為一級熱帶氣旋。同時，聯合颱風警報中心為其發出最後熱帶氣旋報告。18:00UTC，新西蘭氣象局認為奥拉已經轉化為溫帶氣旋，並為其發出最後熱帶氣旋報告。

### 強烈熱帶氣旋帕姆（Pam）
2015年3月6日06:00UTC，斐濟氣象局把一個位於楠迪西北約1140公里的低壓區升格為熱帶擾動，並給予編號11F。
3月8日06:00UTC，斐濟氣象局將其升格為熱帶低氣壓。
3月9日06:00UTC，斐濟氣象局將其升格為一級熱帶氣旋，並命名為Pam（帕姆）。同時，聯合颱風警報中心將其升格為熱帶風暴，並給予編號17P。
3月10日00:00UTC，斐濟氣象局將其升格為二級熱帶氣旋。同時，聯合颱風警報中心將其升格為一級熱帶氣旋。12:00UTC，斐濟氣象局將其升格為三級強烈熱帶氣旋。18:00UTC，聯合颱風警報中心將其升格為二級熱帶氣旋。
3月11日00:00UTC，聯合颱風警報中心將其升格為三級熱帶氣旋。12:00UTC，斐濟氣象局將其升格為四級強烈熱帶氣旋。同時，聯合颱風警報中心將其升格為四級熱帶氣旋。
3月12日12:00UTC，斐濟氣象部將其升格為五級強烈熱帶氣旋。18:00UTC，聯合颱風警報中心將其升格為五級熱帶氣旋。
3月13日00:00UTC，斐濟氣象局評定帕姆的10分鐘中心風力為125kt，中心最低氣壓為910hPa，是自2005年氣旋珀西以來最強的南太平洋熱帶氣旋。12:00UTC，斐濟氣象局評定帕姆的10分鐘中心風力為135kt，中心最低氣壓為899hPa，使帕姆的最高風力超越氣旋佐伊，成為南太平洋有記錄以來最高風力最強之熱帶氣旋，不過氣壓仍略高於佐伊9hPa（其後為6hPa）。18:00UTC，聯合颱風警報中心將其降格為四級熱帶氣旋。
3月14日18:00UTC，帕姆離開斐濟氣象局監控區域，進入新西蘭氣象局監控區域。
3月15日00:00UTC，新西蘭氣象局將其降格為四級強烈熱帶氣旋。同時，聯合颱風警報中心將其降格為三級熱帶氣旋。06:00UTC，新西蘭氣象局將其降格為三級強烈熱帶氣旋。12:00UTC，新西蘭氣象局認為帕姆已經轉化為溫帶氣旋，並為其發出最後熱帶氣旋報告。同時，聯合颱風警報中心直接將其降格為一級熱帶氣旋，並為其發出最後熱帶氣旋報告。

### 熱帶氣旋魯本（Reuben）
2015年3月19日06:00UTC，斐濟氣象局把一個位於阿皮亞西南約375公里的的低壓區升格為熱帶擾動，並給予編號12F。
3月21日06:00UTC，斐濟氣象局將其升格為熱帶低氣壓。12:00UTC，聯合颱風警報中心將其升格為熱帶風暴，並給予編號20P。
3月22日00:00UTC，斐濟氣象局將其升格為一級熱帶氣旋，並命名為Reuben（魯本）。12:00UTC，魯本離開斐濟氣象局監控區域，進入新西蘭氣象局監控區域。
3月23日00:00UTC，新西蘭氣象局將其定性為副熱帶氣旋。同時，聯合颱風警報中心為其發出最後熱帶氣旋報告。18:00UTC，新西蘭氣象局為其發出最後熱帶氣旋報告。

### 熱帶氣旋索洛（Solo）
2015年4月9日18:00UTC，斐濟氣象局把一個位於霍尼亞拉以南約465公里的低壓區直接升格為熱帶低氣壓，並給予編號15F。
4月10日00:00UTC，聯合颱風警報中心將其升格為熱帶風暴，並給予編號23P。06:00UTC，斐濟氣象局將其升格為一級熱帶氣旋，並命名為Solo（索洛）。18:00UTC，斐濟氣象局將其升格為二級熱帶氣旋。
4月11日18:00UTC，斐濟氣象局將其降格為一級熱帶氣旋。
4月12日00:00UTC，聯合颱風警報中心為其發出最後熱帶氣旋報告。02:00UTC，索洛在新喀里多尼亞洛亞蒂群島烏韋阿海岸登陸。03:00UTC，索洛在新喀里多尼亞洛亞蒂群島利富岛海岸登陸。06:00UTC，斐濟氣象局直接將其降格為熱帶擾動。09:00UTC，斐濟氣象局對其發出最後熱帶氣旋報告。

## 其他熱帶氣旋
除了被命名的熱帶氣旋外，還有一些沒被命名的熱帶低氣壓和被聯合颱風警報中心認為是熱帶風暴的熱帶氣旋。以下列出那些熱帶氣旋的資料。

### 熱帶低氣壓01F
2014年11月21日06:00UTC，斐濟氣象局把一個位於馬塔烏圖西北約375公里的低壓區升格為熱帶擾動，並給予編號01F。
11月22日06:00UTC，聯合颱風警報中心對其在24小時內形成為熱帶氣旋的機會給予「LOW」的評級。
11月23日06:00UTC，斐濟氣象局將其升格為熱帶低氣壓。
11月26日06:00UTC，斐濟氣象局為其發出最後熱帶氣旋報告。

### 熱帶擾動02F
2014年12月16日06:00UTC，斐濟氣象局把一個位於紐埃東北約360公里的低壓區升格為熱帶擾動，並給予編號02F。
12月17日06:00UTC，斐濟氣象局認為02F已轉化為溫帶氣旋，並為其發出最後熱帶氣旋報告。

### 熱帶低氣壓03F
2014年12月20日21:00UTC，斐濟氣象局把一個位於南緯13度，西經167度的低壓區升格為熱帶擾動，並給予編號03F。
12月22日18:00UTC，斐濟氣象局將其升格為熱帶低氣壓。
12月23日06:00UTC，聯合颱風警報中心對其在24小時內形成為熱帶氣旋的機會給予「LOW」的評級。12:00UTC，聯合颱風警報中心對其評級提升為「MEDIUM」。17:00UTC，聯合颱風警報中心對其發佈熱帶氣旋形成警報，並將其評級提升為「HIGH」。
12月26日05:30UTC，聯合颱風警報中心對其撤銷熱帶氣旋形成警報，並對其評級降為「LOW」。21:00UTC，斐濟氣象局對其發出最後熱帶氣旋報告。

### 熱帶低氣壓04F
2014年12月21日，斐濟氣象局把一個位於阿伊图塔基岛東北約275公里的低壓區升格為熱帶擾動，並給予編號04F。
12月22日18:00UTC，斐濟氣象局將其升格為熱帶低氣壓。
12月24日，斐濟氣象局為其發出最後熱帶氣旋報告。

### 熱帶低氣壓05F
2014年12月23日18:00UTC，斐濟氣象局把一個位於紐阿福歐島西北約290公里的低壓區升格為熱帶擾動，並給予編號05F。20:00UTC，聯合颱風警報中心對其在24小時內形成為熱帶氣旋的機會給予「MEDIUM」的評級。
12月25日06:00UTC，聯合颱風警報中心對其評級降級為「LOW」。
12月26日15:00UTC，斐濟氣象局將其升格為熱帶低氣壓。
12月29日21:00UTC，斐濟氣象局為其發出最後熱帶氣旋報告。

### 熱帶擾動08F
2015年1月27日21:00UTC，斐濟氣象局把一個位於阿皮亞東南約275公里的低壓區升格為熱帶擾動，並給予編號08F。
1月30日06:00UTC，斐濟氣象局為其發出最後熱帶氣旋報告。

### 熱帶擾動10F
2015年2月2日06:00UTC，斐濟氣象局把一個位於蘇瓦東北約680公里的低壓區升格為熱帶擾動，並給予編號10F。
2月4日00:00UTC，斐濟氣象局為其發出最後熱帶氣旋報告。

### 熱帶擾動13F
2015年3月19日06:00UTC，斐濟氣象局把一個位於南緯15度，西經150度左右的低壓區升格為熱帶擾動，並給予編號13F。
3月21日21:00UTC，斐濟氣象局為其發出最後熱帶氣旋報告。

### 熱帶低氣壓14F
2015年3月28日06:00UTC，斐濟氣象局把一個位於南緯19度，西經167度左右的低壓區升格為熱帶擾動，並給予編號14F。
3月30日12:00UTC，斐濟氣象局將其升格為熱帶低氣壓。18:00UTC，14F離開斐濟氣象局監控區域，進入新西蘭氣象局監控區域。
3月31日12:00UTC，新西蘭氣象局為其發出最後熱帶氣旋報告。

### 熱帶低氣壓16F
2015年4月15日09:00UTC，斐濟氣象局把一個位於維拉港西北約450公里的低壓區直接升格為熱帶低氣壓，並給予編號16F。
4月16日03:00UTC，斐濟氣象局為其發出最後熱帶氣旋報告。

### 熱帶低氣壓17F（Raquel）
2015年6月28日，斐濟氣象局把一個位於南緯5度，東經163度附近的低壓區升格為熱帶擾動，並給予編號17F。
2015年6月30日，斐濟氣象局將其升格為熱帶低氣壓。12:00UTC，聯合颱風警報中心將其升格為熱帶風暴，並給予編號25P。19:00UTC，17F越過東經160度線，離開南太平洋海域，進入澳洲海域。

## 風暴名稱
本年未用名稱以灰色表示，黑體字表示今年已經使用過，粗體名稱表示該風暴活躍中，橙色表示下一個即將使用的熱帶氣旋名稱。
| - Niko - Ola - Pam - Reuben - Solo | - Tuni（未用） - Ula（未用） - Victor（未用） - Winston（未用） - Yalo（未用） |

## 外部連結
- World Meteorological Organization
- Fiji Meteorological Service (RSMC Nadi)
- Meteorological Service of New Zealand (TCWC Wellington)（页面存档备份，存于）
- Joint Typhoon Warning Center (JTWC)（页面存档备份，存于）